# Asedio de Uspe
El asedio de Uspe fue un corto asedio durante la corta Guerra del Bósforo entre los aorsos y los siracenos en la débilmente fortificada ciudad de Uspe.

## Antecedentes
Zorsines había auxiliado a Mitrídates III en su guerra contra su hermano Cotis I desde el año 40 d. C. La facción de Mitrídates estaba siendo derrotado, habiendo perdido la ciudad de Artezian ante las fuerzas romanas en algún momento del 45 d. C.
El asedio comenzó después de que el comandante de los aorsos Eunones cruzara el río Panda  y notara que la fortaleza tenía defensas débiles que podía usar a su favor. Eunones construyó torres más altas que los muros para hostigar a la gente de la ciudad con dardos y flechas para debilitar sus defensas y obligarlos a acelerar su rendición. Al no poder resistir más, el pueblo de Uspe ofreció una capitulación entregando 10.000 rehenes, a lo que los aorsos declinaron. El asedio en total habría comenzado y terminado en un día si el anochecer no hubiera detenido el conflicto. Al no poder resistir más tiempo contra los aorsos, Zorsines pidió la paz y reconoció la superioridad de Claudio.
Al enterarse Mitrídates de la derrota de su aliado, también pidió la paz porque descubrió que el número de sus tropas no era suficiente para continuar la guerra.